# Sporting Clube de Bafatá
Der Sporting Clube de Bafatá, meist nur Sporting de Bafatá oder SC Bafatá genannt, ist ein Sportverein aus der guineabissauischen Stadt Bafatá. Er ist besonders für seine Fußballmannschaft bekannt.

## Geschichte
Der Verein wurde 1937 in der Stadt Bafatá in der damaligen portugiesischen Kolonie Portugiesisch-Guinea als Filialklub des portugiesischen Klubs Sporting Lissabon gegründet, wo er jedoch nicht als offizieller Filialklub geführt wird.
Seine größten Erfolge erreichte der Klub erst nach der Unabhängigkeit Guinea-Bissaus 1974.
1987 gelang dem Verein sein erster Gewinn des Campeonato Nacional da Guiné-Bissau, der höchsten Spielklasse des Landes. 2008 konnte er den Titel erneut gewinnen (Stand 2017).
Mit der Meisterschaft 2008 qualifizierte sich der Klub erstmals für die afrikanische Champions League. Er konnte jedoch aus Finanzmangel sein erstes Spiel gegen den Club Africain Tunis nicht antreten und zog seine Mannschaft aus der CAF Champions League 2009 zurück.
Den Landespokal Taça Nacional da Guiné-Bissau konnte der Klub bisher nicht gewinnen. Ins Finale drang er einmal vor, wo er im Jahr 2002 gegen den Hauptstadtklub Mavegro Futebol Clube mit 1:3 unterlag.

## Erfolge
- Guineabissauischer Meister:
  - 1987, 2008 (2 Titel)
- Guineabissauischer Pokal:
  - 2002 Finalteilnahme